# Nazionale maschile di hockey su ghiaccio della Jugoslavia
La nazionale di hockey su ghiaccio della Jugoslavia era la squadra rappresentativa della Jugoslavia nelle competizioni internazionali; ha cessato di esistere nel 1992.

## Risultati

### Olimpiadi
| Edizione | Sede      | Piazzamento |        |
| -------- | --------- | ----------- | ------ |
| 1964     | Innsbruck | 14º posto   | roster |
| 1968     | Grenoble  | 9º posto    | roster |
| 1972     | Sapporo   | 11º posto   | roster |
| 1976     | Innsbruck | 10º posto   | roster |
| 1984     | Sarajevo  | 11º posto   | roster |